# Hyrsylä

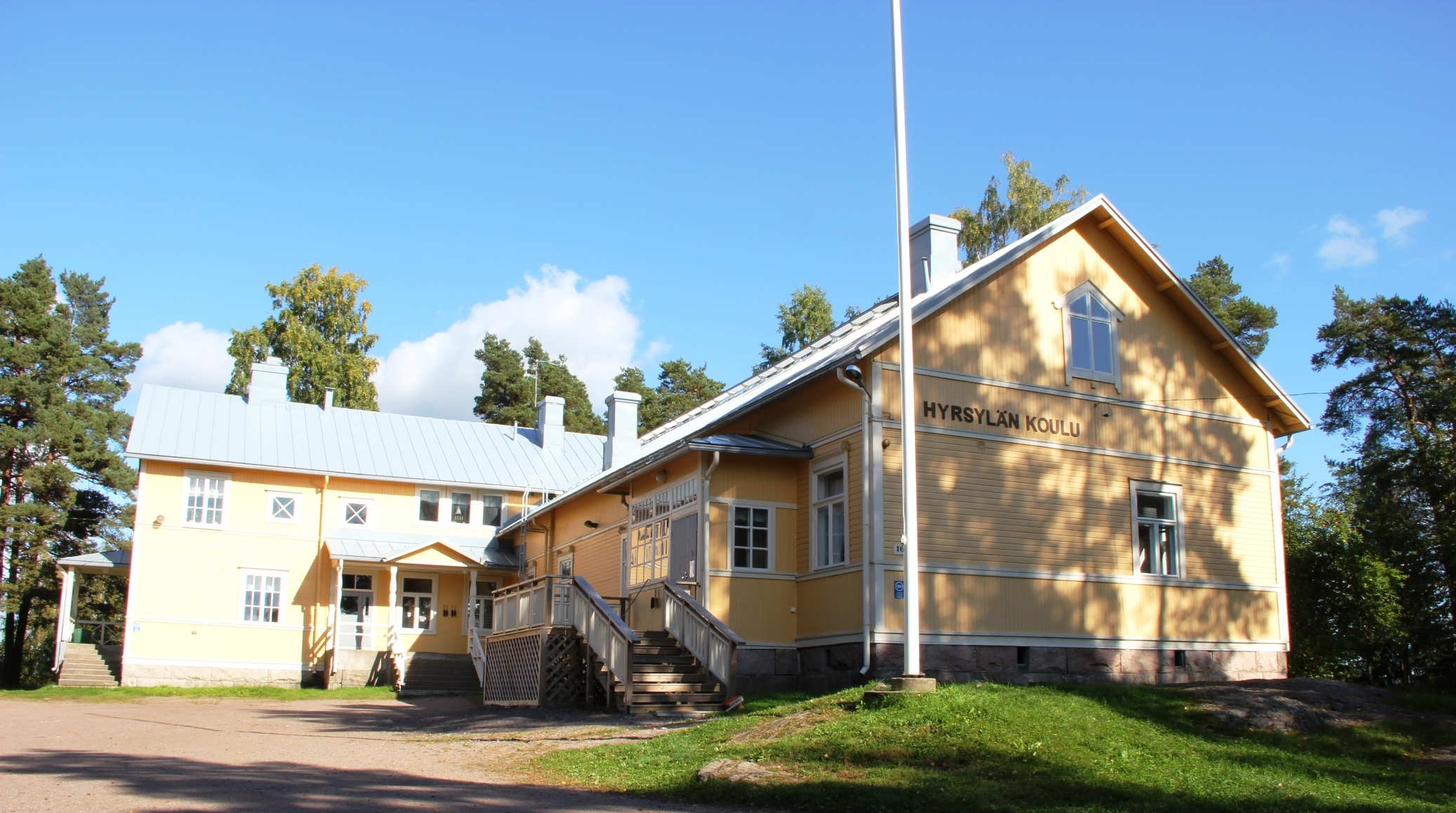
Hyrsylä skola, 2011.

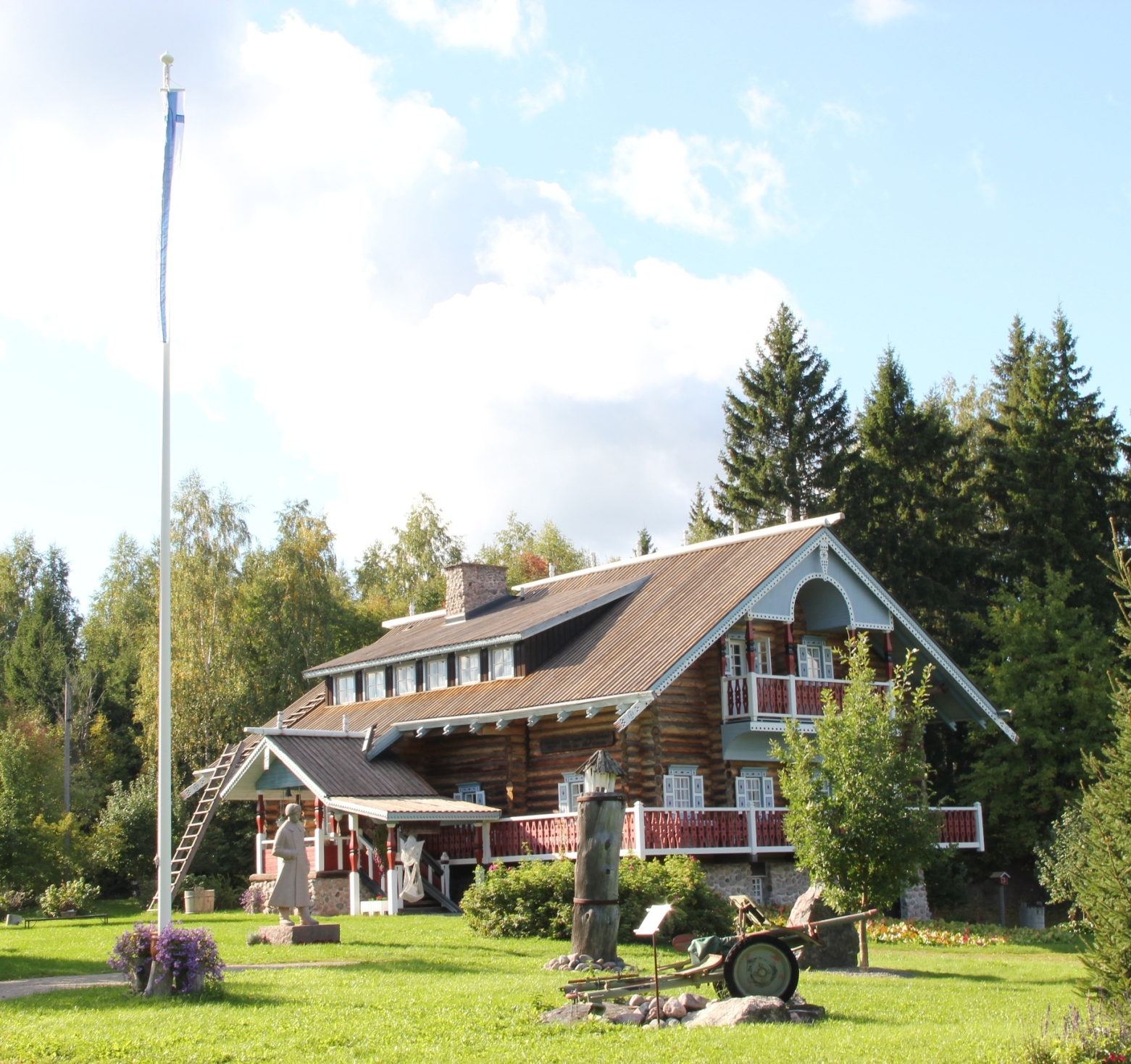
Aira Samulins hus Hyrsylän Mutka i Hyrsylä.

Hyrsylä är en by i Nummis i Lojo stad i det finländska landskapet Nyland. Regionalväg 110 går genom byn. Det har funnits tre butiker i Hyrsylä men den sista butiken stängdes på 2000-talet. Byn ligger vid sjön Koisjärvi och den avgränsas i söder av Saukkola-Lojo-vägen.
Ursprungligen var Hyrsylä en by i Nummis kommun och senare i Nummi-Pusula kommun. Sedan kommunsammanslagningen mellan Lojo och Nummi-Pusula år 2013 har byn tillhört Lojo stad.

## Historia
I Hyrsylä finns sex gårdar; Saukko, Mäkilä, Lonkala, Lanki, Uro och Mikkola. Byn hade en grundskola med årskurserna 1-6 fram till 2015 när Lojo stad stängde skolan. Det fanns cirka 60 elever i Hyrsylä skola. Staden sålde skolbyggnaden till Pedro Aibéo år 2017.
Dansaren Aira Samulin har sitt timmerhus i karelsk stil, Hyrsylän Mutka, i byn.